# Кимешек

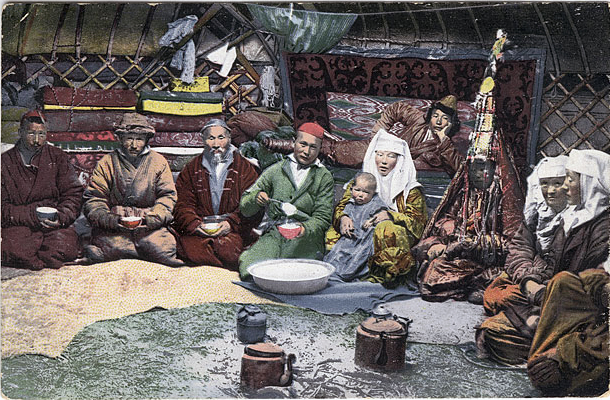
Казахская семья в юрте (1911 год), справа, среди женщин в белых кимешеках, невестка в саукеле

Кимешек (каз. кимешек, кирг. киймечек / kiymećek) — казахский и каракалпакский головной убор замужних женщин из тонкой белой ткани, плотно облегающий голову, закрывающий шею, грудь, плечи и спину. 
Кимешеки различных казахских племён и родов отличались по покрою, деталям на головной части, длине и характеру украшений. Кимешек молодых женщин особенно богато украшался вышивкой, цветной строчкой, тесьмой, а также коралловыми и жемчужными бусинками, серебряными бляшками и другими деталями.
У казахов кимешек надевали после рождения первого ребёнка,до этого замужняя женщина носила саукеле или его более простую версию, желек.
У каракалпаков молодая невестка носила кимешек красного цвета, а белый кимешек был для тех кто замужем не первый год.